# Joaquín Díaz Muntané
Joaquín Díaz Muntané (26 de agosto de 1930-4 de septiembre de 2013), más conocido como Joaquín Díaz, fue un actor y director español de doblaje en castellano y catalán. Conocido principalmente por ser la voz de Jack Lemmon a español de España y en idioma catalán.
Dotado de una voz personal y versátil, hizo su primer papel en el doblaje a los 9 años, es decir, sus inicios fueron a la inversa: primero doblaje, después teatro y finalmente cine. Durante 15 años formó parte en el cuadro escénico de Radio Barcelona que representó para él una gran escuela donde aprendió locución, interpretación, modulación de tonos... y a partir de los años 50 se convirtió en una voz indispensable para el cine. 
Se especializó en el doblaje de películas al castellano, poniendo voz a actores como Jack Lemmon, Telly Savalas, Peter Ustinov, Alberto Sordi, Ian Holm, Christopher Plummer, Peter Boyle, Charles Durning, Christopher Lee, Richard Attenborough, Max von Sydow, Ned Beatty, Ernest Borgnine, Bob Hoskins, Brian Cox, Danny DeVito, Michael Gambon, Rod Steiger y Benny Hill.
Participó en más de 2000 doblajes. Con el tiempo además se le ha considerado uno de los pioneros en el trabajo del doblaje de películas y series de televisión en catalán (entre otros, participó en el de Fawlty Towers). 
Trabajó también como director de doblaje, especialmente en los años 70 y 80, durante los cuales dirigió más de medio centenar de cintas: "Conspiración de silencio", "Rocky", "La noche de Halloween", "La invasión de los ultracuerpos", "007: Vive y deja morir", "007: Moonraker", "Aterriza como puedas", "Annie Hall", "Harry el Sucio", "Fiebre del sábado noche", "Evasión o victoria", "Frenesí", "Fuga de Alcatraz", "La Huida", "Grease", "Un puente lejano", "Tras el corazón verde", "Pequeño Gran Hombre", "New York, New York", "El último metro", "Muerte bajo el sol", "Esta tierra es mía", "La Misión", etc.
Por otra parte, es de destacar su contribución al mundo de la publicidad. Una de las frases más célebres de la década de los 80 y 90, “el algodón no engaña”, del mítico mayordomo de Tenn, llevaba la voz de Joaquín Díaz.
Apareció como actor secundario o poniendo voces en filmes como El último verano (1961) de Juan Bosch y Palau, Las estrellas (1962) y Un demonio con ángel (1963) de Miguel Lluch Suñé, La dama de Beirut (1965) de Ladislao Vajda, La armada Brancaleone (1966) de Mario Monicelli y La ciudad de los prodigios (1999) de Mario Camus.
En 1985 se le concedió un Atril de Oro en la primera entrega de estos premios. También fue galardonado con el Premio APEI-PRTV Catalunya 2006.
En 2010 la Generalidad de Cataluña le otorgó la Cruz de Sant Jordi por su tarea pionera en la consolidación del doblaje y la interpretación en catalán en diferentes ámbitos del sector audiovisual.
Falleció el 4 de septiembre de 2013 a la edad de 83 años.
En 2015 fueron publicadas póstumamente sus memorias bajo el título Mi voz en millones de fotogramas.

## Número de doblajes de actores más conocidos
- Voz habitual de Jack Lemmon (en 23 películas) de 1963 a 2001.
- Voz habitual de Ian Holm (en 17 películas) de 1972 a 2013.
- Voz habitual de Rod Steiger (en 17 películas) de 1960 a 2001.
- Voz habitual de Donald Pleasence (en 16 películas) de 1966 a 1997.
- Voz habitual de Ned Beatty (en 14 películas) de 1972 a 2011.
- Voz habitual de Danny DeVito (en 13 películas) de 1976 a 2007.
- Voz habitual de Alberto Sordi (en 13 películas) de 1959 a 1988.
- Voz habitual de Peter Ustinov (en 12 películas) de 1960 a 2003.
- Voz habitual de Telly Savalas (en 11 películas) de 1962 a 1983.
- Voz habitual de Max Von Sydow (en 11 películas) de 1978 a 2011.
- Voz habitual de Christopher Plummer (en 10 películas) de 1967 a 2011.

## Filmografía
| Actor original       | Título                                           | Personaje                     | Año  |
| -------------------- | ------------------------------------------------ | ----------------------------- | ---- |
| Alan Arkin           | Tipos legales                                    | Richard Hirch                 | 2012 |
| Amrish Puri          | Indiana Jones y el templo maldito                | Mola Ram                      | 1984 |
| Bernard Lee          | 007: La espía que me amó                         | Sir Miles Messervy "M"        | 1977 |
| Billy J. Mitchell    | Top Secret!                                      | Martin                        | 1984 |
| Brian Cox            | El caso Bourne                                   | Ward Abbott                   | 2002 |
| Brian Cox            | El mito de Bourne                                | Ward Abbott                   | 2004 |
| Bruce Forsyth        | La bruja novata                                  | Swinburne                     | 1971 |
| Burt Young           | Rocky                                            | Paulie Pennino                | 1976 |
| Burt Young           | Rocky II                                         | Paulie Pennino                | 1979 |
| John Belushi         | The Blues Brothers: Granujas a todo ritmo        | Jake Blues                    | 1980 |
| Burt Young           | Rocky III                                        | Paulie Pennino                | 1982 |
| Burt Young           | Rocky IV                                         | Paulie Pennino                | 1985 |
| Burt Young           | Mickey ojos azules                               | Vito Graziosi                 | 1999 |
| Burt Young           | Rocky Balboa                                     | Paulie Pennino                | 2006 |
| Carl Reiner          | Ocean's Eleven                                   | Saul Bloom / Lyman Zerga      | 2001 |
| Carl Reiner          | Ocean's Twelve                                   | Saul Bloom / Kensington Chubb | 2004 |
| Carl Reiner          | Ocean's Thirteen                                 | Saul Bloom                    | 2007 |
| Charles Osgood       | Horton                                           | Narrador                      | 2008 |
| Christopher Lee      | El castillo de Fu Manchú                         | Fu Manchú                     | 1972 |
| Christopher Lee      | Gremlins 2: la nueva generación                  | Dr. Catheter                  | 1990 |
| Christopher Lee      | Star Wars - 2. El ataque de los clones           | Conde Dooku                   | 2002 |
| Christopher Lee      | Star Wars - 3. La venganza del los Sith          | Conde Dooku                   | 2005 |
| Christopher Lee      | Star Wars: The Clone Wars                        | Conde Dooku                   | 2008 |
| Christopher Lee      | Sombras tenebrosas                               | Clarney                       | 2012 |
| Danny DeVito         | Tras el Corazón Verde                            | Ralph                         | 1984 |
| Danny DeVito         | La joya del Nilo                                 | Ralph                         | 1985 |
| David Warner         | Titanic                                          | Spicer Lovejoy                | 1997 |
| DeForest Kelley      | Star Trek II: la ira de Khan                     | Doctor Leonard "Bones" McCoy  | 1982 |
| DeForest Kelley      | Star Trek III: en busca de Spock                 | Doctor Leonard "Bones" McCoy  | 1984 |
| DeForest Kelley      | Star Trek IV: misión: salvar la Tierra           | Doctor Leonard "Bones" McCoy  | 1986 |
| Donald Pleasence     | La noche de Halloween                            | Dr. Sam Loomis                | 1978 |
| Donald Pleasence     | Halloween: la maldición de Michael Myers         | Dr. Sam Loomis                | 1995 |
| Ned Beatty           | Rango (película)                                 | Alcalde                       | 2011 |
| Soon-Tek Oh          | Mulán                                            | Fa Zu                         | 1998 |
| Soon-Tek Oh          | Mulán 2                                          | Fa Zu                         | 2004 |
| Kelsey Grammer       | Toy Story 2                                      | Capataz Oloroso Pete          | 1999 |
| Dustin Hoffman       | Kung Fu Panda                                    | Maestro Shifu                 | 2008 |
| Dustin Hoffman       | Kung Fu Panda 2                                  | Maestro Shifu                 | 2011 |
| Earl Boen            | Terminator                                       | Dr. Peter Silberman           | 1984 |
| Earl Boen            | Terminator 2: el juicio final                    | Dr. Peter Silberman           | 1991 |
| Earl Boen            | Terminator 3: La rebelión de las máquinas        | Dr. Peter Silberman           | 2003 |
| Eli Wallach          | El padrino III                                   | Don Altobello                 | 1990 |
| Erick Avari          | La momia                                         | Dr. Terrence Bey              | 1999 |
| François Berléand    | Transporter 2                                    | Inspector Tarconi             | 2005 |
| François Berléand    | Transporter 3                                    | Inspector Tarconi             | 2008 |
| Frank Langella       | Wall Street 2: el dinero nunca duerme            | Lewis Zabel                   | 2010 |
| Frank Ronzio         | Fuga de Alcatraz                                 | Tornasol                      | 1979 |
| Gene Hackman         | Bonnie y Clyde                                   | Buck Barrow                   | 1967 |
| Gordon Tootoosis     | Colegas en el bosque                             | Gordy                         | 2006 |
| Ian Holm             | El Señor de los Anillos: la Comunidad del Anillo | Bilbo Bolsón                  | 2001 |
| Ian Holm             | El Señor de los Anillos: el retorno del Rey      | Bilbo Bolsón                  | 2003 |
| Ian Holm             | El día de mañana                                 | Terry Rapson                  | 2004 |
| Ian Holm             | El hobbit: un viaje inesperado                   | Bilbo Bolsón                  | 2012 |
| Ian Holm             | El hobbit: la batalla de los Cinco Ejércitos     | Bilbo Bolsón                  | 2014 |
| Ian Richardson       | 102 dálmatas                                     | Sr. Torte                     | 2000 |
| Jack Betts           | Spider-Man                                       | Henry Balkan                  | 2002 |
| Jack Lemmon          | Con faldas y a lo loco                           | Jerry                         | 1959 |
| Jack Lemmon          | Irma la dulce                                    | Nestor Patou                  | 1963 |
| Jack Lemmon          | Aeropuerto 77                                    | Capitán Don Gallagher         | 1977 |
| James Cromwell       | Spider-Man 3                                     | Capitán George Stacy          | 2007 |
| Jim Broadbent        | Arthur Christmas: Operación regalo               | Santa "Malcom" Claus          | 2011 |
| John Belushi         | Granujas a todo ritmo                            | Jake Blues "Joliet"           | 1980 |
| John Rhys-Davies     | 007 Alta Tensión                                 | General Leonid Pushkin        | 1987 |
| Josef Sommer         | Pánico nuclear                                   | Senador Jessup                | 2002 |
| Leonard Nimoy        | Atlantis: el imperio perdido                     | Rey Kashekim Nedakh           | 2001 |
| Leonard Nimoy        | Star Trek                                        | Spock anciano                 | 2009 |
| Leonard Nimoy        | Star Trek: en la oscuridad                       | Spock anciano                 | 2013 |
| Lloyd Bridges        | Aterriza como puedas                             | Steven McCroskey              | 1980 |
| Max von Sydow        | Robin Hood                                       | Sir Walter Loxley             | 2010 |
| Michael Lerner       | Godzilla                                         | Alcalde Ebert                 | 1998 |
| Michael Lonsdale     | 007: Moonraker                                   | Hugo Drax                     | 1979 |
| Michael Lonsdale     | El nombre de la rosa                             | El abad                       | 1986 |
| Mike Myers           | Austin Powers: Misterioso agente internacional   | Doctor Maligno                | 1997 |
| Norman Bird          | El Señor de los Anillos                          | Bilbo Bolsón                  | 1978 |
| Paul Newman          | Cars                                             | Doc Hudson                    | 2006 |
| Peter Falk           | El espantatiburones                              | Don Feinberg                  | 2004 |
| Peter Ustinov        | Espartaco                                        | Léntulo Batiato               | 1960 |
| Richard Attenborough | Parque Jurásico                                  | John Hammond                  | 1993 |
| Richard Attenborough | El mundo perdido: Parque Jurásico II             | John Hammond                  | 1997 |
| Richard Griffiths    | Piratas del Caribe: En mareas misteriosas        | Rey Jorge II de Gran Bretaña  | 2011 |
| Richard LeParmentier | Star Wars - 4. La guerra de las galaxias         | Almirante Conan Motti         | 1977 |
| Rip Torn             | Bee Movie                                        | Lou Lo Duca                   | 2007 |
| Robert Beatty        | 2001: Una odisea del espacio                     | Dr. Ralph Halvorsen           | 1968 |
| Robert Rietty        | Hannibal                                         | Sogliato                      | 2001 |
| Roscoe Lee Browne    | Garfield 2                                       | Narrador                      | 2006 |
| Roy Atwell           | Blancanieves y los siete enanitos (doblaje 2002) | Sabio                         | 1937 |
| Thomas Hill          | La historia interminable                         | Sr. Koreander                 | 1984 |
| Timothy West         | Simbad: La leyenda de los siete mares            | Rey Dymas                     | 2003 |
| Telly Savalas        | 007 Al servicio secreto de su majestad           | Ernst Stavro Blofeld          | 1969 |
| Telly Savalas        | Los violentos de Kelly                           | Sargento Mayor Big Joe        | 1970 |
| Yaphet Kotto         | 007: Vive y deja morir                           | Kananga / Mr. Big             | 1973 |
| Yaphet Kotto         | Alien, el octavo pasajero                        | Parker                        | 1979 |
| Zero Mostel          | Golfus de Roma                                   | Pséudolo                      | 1966 |
| Theodore Bikel       | My Fair Lady                                     | Zoltan Karpathy               | 1964 |